# IC 5044
IC 5044 је елиптична галаксија у сазвјежђу Паун која се налази на листи објеката дубоког неба у Индекс каталогу.
Деклинација објекта је - 71° 53' 56" а ректасцензија 20h 50m 41,4s. Привидна величина (магнитуда) објекта IC 5044 износи 14,5 а фотографска магнитуда 15,5. IC 5044 је још познат и под ознакама ESO 74-10, AM 2045-720, PGC 65515.